# Utamphorophora crataegi
Utamphorophora crataegi är en insektsart som först beskrevs av Monell 1879.  Utamphorophora crataegi ingår i släktet Utamphorophora och familjen långrörsbladlöss. Inga underarter finns listade i Catalogue of Life.